# Crassonemertes robusta
Crassonemertes robusta är en djurart som tillhör fylumet slemmaskar, och som beskrevs av Brinkmann 1917. Crassonemertes robusta ingår i släktet Crassonemertes och familjen Planktonemertidae. Inga underarter finns listade i Catalogue of Life.